# Mớp
Sữa lá bàng, hay còn gọi là mớp, mò cua nước (danh pháp khoa học: Alstonia spatulata; tiếng Anh thường gọi là Hard Milkwood hoặc Siamese Balsa) là một loài thực vật thuộc họ Apocynaceae. Loài này có ở Campuchia, Indonesia, Lào, Malaysia, Papua New Guinea, Philippines, Singapore, Thái Lan, và Việt Nam.